# Discias vernbergi
Discias vernbergi is een garnalensoort uit de familie van de Disciadidae. De wetenschappelijke naam van de soort is voor het eerst geldig gepubliceerd in 1987 door Boothe & Heard.